# Mallorca Championships 2023
Mallorca Championships 2023 byl tenisový turnaj na mužském profesionálním okruhu ATP Tour hraný v Mallorca Country Clubu. Třetí ročník Mallorca Championships probíhal mezi 26. červnem a 1. červencem 2023 v západomallorském přímořském letovisku Santa Ponsa na otevřených travnatých dvorcích, jako závěrečná příprava na wimbledonský grandslam.
Turnaj dotovaný 984 805 eury patřil do kategorie ATP Tour 250. Nejvýše nasazeným singlistou se stal pátý tenista světa Stefanos Tsitsipas z Řecka, kterého ve druhém kole vyřadil Yannick Hanfmann. Jako poslední přímý účastník do hlavní soutěže nastoupil australský 77. hráč žebříčku Christopher O’Connell. V důsledku invaze Ruska na Ukrajinu na konci února 2022 řídící organizace tenisu ATP, WTA a ITF s grandslamy rozhodly, že ruští a běloruští tenisté mohli dále na okruzích startovat, ale do odvolání nikoli pod vlajkami Ruska a Běloruska.
Všichni vítězové na okruhu ATP Tour vybojovali první kariérní tituly. Dvouhru ovládl 27letý Američan Christopher Eubanks, jenž v semifinále odvrátil pět mečbolů. Po skončení se premiérově posunul do elitní světové padesátky, na 43. příčku. Ve čtyřhře triumfovali Ind Juki Bhambri s Jihoafričanem Lloydem Harrisem, kteří odehráli první společný turnaj.

## Rozdělení bodů a finančních odměn

### Rozdělení bodů
| Soutěž  | Soutěž      | vítězové | finalisté | semifinalisté | čtvrtfinalisté | 16 v kole | 28 v kole | Q  | Q2 | Q1 |
| ------- | ----------- | -------- | --------- | ------------- | -------------- | --------- | --------- | -- | -- | -- |
| dvouhra | [ 1 ] [ 6 ] | 250      | 150       | 90            | 45             | 20        | 0         | 12 | 6  | 0  |
| čtyřhra | [ 7 ]       | 250      | 150       | 90            | 45             | 0         | —         | —  | —  | —  |

### Finanční odměny
| Soutěž                                | Soutěž      | vítězové  | finalisté | semifinalisté | čtvrtfinalisté | 16 v kole | 28 v kole | Q2      | Q1      |
| ------------------------------------- | ----------- | --------- | --------- | ------------- | -------------- | --------- | --------- | ------- | ------- |
| dvouhra                               | [ 1 ] [ 6 ] | 139 270 € | 81 240 €  | 47 760 €      | 27 680 €       | 16 070 €  | 9 820 €   | 4 910 € | 2 675 € |
| čtyřhra                               | [ 7 ]       | 48 380 €  | 25 890 €  | 15 180 €      | 8 480 €        | 5 000 €   | —         | —       | —       |
| částka ve čtyřhrách je uvedena na pár |             |           |           |               |                |           |           |         |         |

## Dvouhra mužů

### Nasazení
| Stát                           | Hráč                        | ATP | Nasazení |
| ------------------------------ | --------------------------- | --- | -------- |
| Řecko                          | Stefanos Tsitsipas          | 5.  | 1.       |
| Španělsko                      | Alejandro Davidovich Fokina | 33. | 2.       |
| USA                            | Ben Shelton                 | 35. | 3.       |
| Francie                        | Adrian Mannarino            | 46. | 4.       |
| Kazachstán                     | Alexandr Bublik             | 48. | 5.       |
| Francie                        | Richard Gasquet             | 49. | 6.       |
| Španělsko                      | Bernabé Zapata Miralles     | 50. | 7.       |
| Španělsko                      | Roberto Carballés Baena     | 52. | 8.       |
| Žebříček ATP k 19. červnu 2023 |                             |     |          |

### Jiné formy účasti
Následující hráči obdrželi divokou kartu do hlavní soutěže:
- Richard Gasquet
- Feliciano López
- Stefanos Tsitsipas

Následující hráč nastoupil pod žebříčkovou ochranou:
- Guido Pella

Následující hráči postoupili z kvalifikace:
- Lloyd Harris
- Roman Safiullin
- Abdullah Shelbayh
- Li Tu

Následující hráči postoupili z kvalifikace jako šťastní poražení: 
- Pavel Kotov
- Alex Michelsen
- Arthur Rinderknech

### Odhlášení
před zahájením turnaje
- Alexandr Bublik → nahradil jej  Arthur Rinderknech
- Laslo Djere → nahradil jej  Marcos Giron
- Tallon Griekspoor → nahradil jej  Christopher O'Connell
- Ugo Humbert → nahradil jej  Alex Michelsen
- Aslan Karacev → nahradil jej  Christopher Eubanks
- Nick Kyrgios → nahradil jej   Pavel Kotov

## Mužská čtyřhra

### Nasazení
| Stát                                                                                    | Hráč              | Stát      | Hráč                   | ATP | Nasazení |
| --------------------------------------------------------------------------------------- | ----------------- | --------- | ---------------------- | --- | -------- |
| Mexiko                                                                                  | Santiago González | Francie   | Édouard Roger-Vasselin | 23. | 1.       |
| Belgie                                                                                  | Sander Gillé      | Belgie    | Joran Vliegen          | 47. | 2.       |
| Argentina                                                                               | Máximo González   | Argentina | Andrés Molteni         | 53. | 3.       |
| Španělsko                                                                               | Marcel Granollers | Argentina | Horacio Zeballos       | 55. | 4.       |
| Žebříček ATP k 19. červnu 2023; číslo je součtem žebříčkového postavení obou členů páru |                   |           |                        |     |          |

### Jiné formy účasti
Následující páry obdržely divokou kartu do hlavní soutěže:
- Feliciano López /  Stefanos Tsitsipas
- Bart Stevens /  Petros Tsitsipas

### Odhlášení
před zahájením turnaje
- Kevin Krawietz /  Tim Pütz → nahradili je  Juki Bhambri /  Lloyd Harris
- Jason Kubler /  Max Purcell → nahradili je  Jason Kubler /  Luke Saville
- Fabrice Martin /  Andreas Mies → nahradili je  Marcelo Demoliner /  Fabrice Martin

## Přehled finále

### Mužská dvouhra
- Christopher Eubanks vs.  Adrian Mannarino, 6–1, 6–4

### Mužská čtyřhra
- Juki Bhambri /  Lloyd Harris vs.   Robin Haase /  Philipp Oswald, 6–3, 6–4